# Àgreda

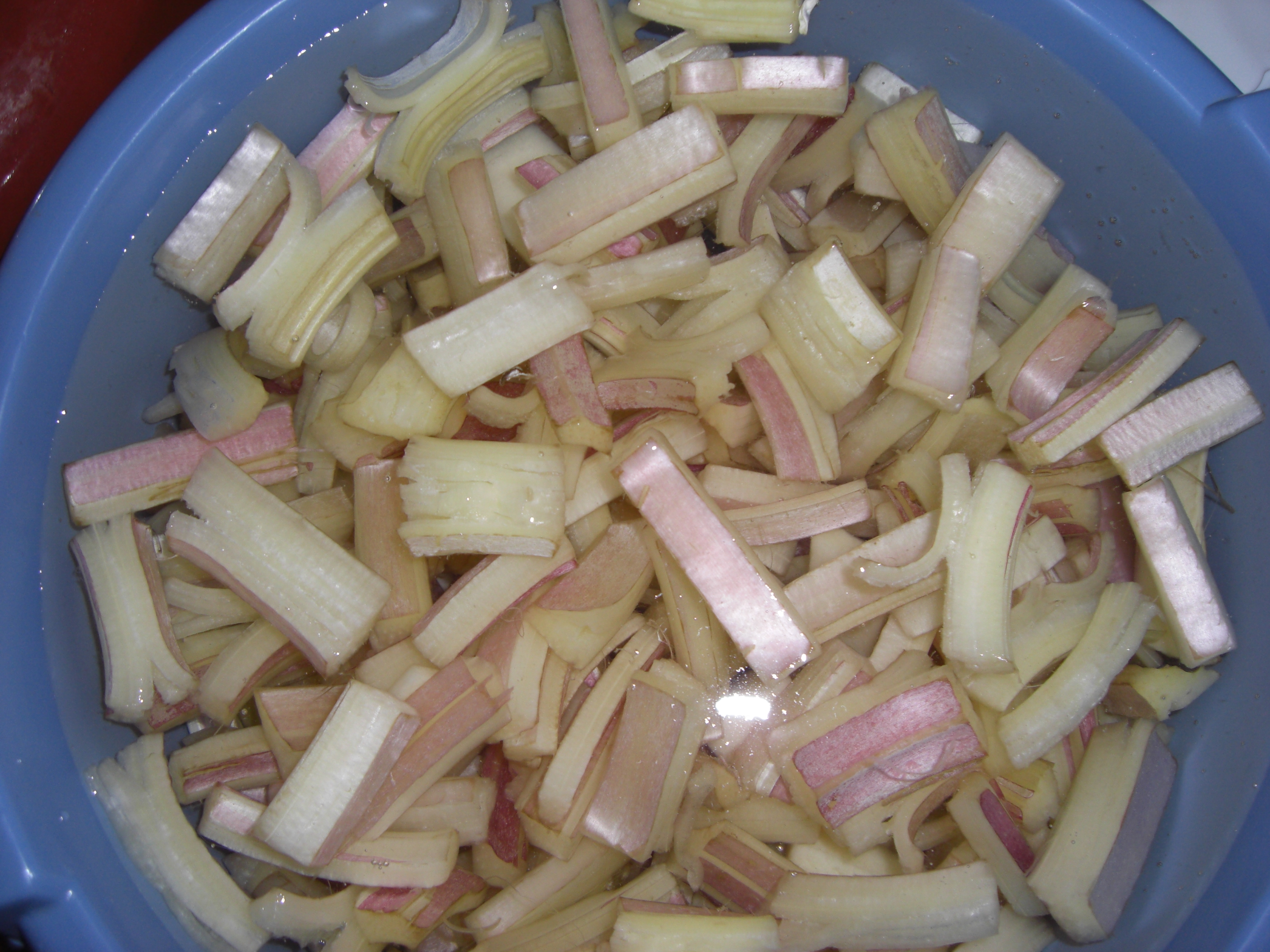
Cards d'Ágreda tallats i preparats per cuinar

Àgreda (Ágreda en castellà) és un poble de 3.215 habitants (2004) de la província de Sòria, a Castella i Lleó. La localitat és coneguda pels seus cards.

## Esdeveniments històrics
- A Ágreda hi fou signat el Tractat d'Ágreda de 1162 un 27 de setembre entre Alfons I de la Corona d'Aragó i Ferran II de Lleó.
- Hi fou signat, també, el Tractat d'Ágreda de 1281 els dies 27 i 28 de març entre Pere II de la Corona d'Aragó i Alfons X de Castella.

## Demografia
| Any      | 1900  | 1910  | 1920  | 1930  | 1940  | 1950  | 1960  | 1970  | 1980  | 1990  | 2000  |
| Població | 3.210 | 3.094 | 3.207 | 3.273 | 3.294 | 3.525 | 3.624 | 3.588 | 3.637 | 3.635 | 3.260 |

## Administració
| Període      | Nom de l'alcalde/-essa      | Partit polític | Data de possessió |
| ------------ | --------------------------- | -------------- | ----------------- |
| 1979 - 1983  | Jorge Ruiz Aroz             | UCD            | 19/04/1979        |
| 1983 - 1987  | Alberto Abad Gómez          | ADEI           | 28/05/1983        |
| 1987 - 1991  | Celestino Laseca Herrero    | PSOE           | 30/06/1987        |
| 1991 - 1995  | María Jesús Ruiz Ruiz       | PP             | 15/06/1991        |
| 1995 - 1999  | María Jesús Ruiz Ruiz       | PP             | 17/06/1995        |
| 1999 - 2003  | María Jesús Ruiz Ruiz       | PP             | 03/07/1999        |
| 2003 - 2007  | María José Omeñaca García   | PP             | 14/06/2003        |
| 2007 - 2011  | Jesús Manuel Alonso Jiménez | PSOE           | 16/06/2007        |
| 2011 - 2015  | Jesús Manuel Alonso Jiménez | PSOE           | 11/06/2011        |
| 2015 - 2019  | Jesús Manuel Alonso Jiménez | PSOE           | 13/06/2015        |
| 2019 - 2023  | Jesús Manuel Alonso Jiménez | PSOE           | 15/06/2019        |
| Des del 2023 | Jesús Manuel Alonso Jiménez | PSOE           | 17/06/2023        |

## Personalitats
- Maria de Jesús d'Ágreda, mística catòlica
- Fermín Cacho, atleta
- Francisco Cardenal Ugarte, pedagog anarquista